# Libythea sumbensis
Libythea sumbensis är en fjärilsart som beskrevs av Arnold Pagenstecher 1896. Libythea sumbensis ingår i släktet Libythea och familjen praktfjärilar. Inga underarter finns listade i Catalogue of Life.